# El camino (novela)
El camino es la tercera novela del escritor español Miguel Delibes. Fue publicada en 1950. 
Está ambientada en la España rural de la posguerra. Aunque no hay referencias geográficas, es fácil identificar el lugar con Cantabria, en concreto con el pueblo de Molledo (Valle de Iguña), donde el autor pasaba sus vacaciones veraniegas en la infancia. Según confesión del autor, con esta obra encontró su estilo narrativo; según la contraportada de la edición de abril de 1980 (n.º 100 de la colección Destinolibro de Ediciones Destino), la historia ocurre en una «pequeña aldea castellana», pues Cantabria ha sido parte de Castilla durante siglos y así era cuando se escribe la novela.

## Temas presentes en la obra

### La naturaleza
La naturaleza, la caza, la fauna, temas gratos al autor, son centrales en la obra. Delibes había pasado muchas temporadas en Molledo, villa natal de sus padres, lo que le permite recrear su entorno con fidelidad. Los protagonistas: Daniel el Mochuelo, Germán el Tiñoso, y Roque el Moñigo, se dedican a hacer travesuras a lo largo y ancho del valle. 
Delibes utiliza la naturaleza como conector entre las experiencias que viven los personajes. Por los animales, los chicos conocen el origen de la vida. Daniel y Germán creen que a los niños los trae la cigüeña; pero durante una conversación, Roque el Moñigo les explica lo que es «el parir» comparando el parto de las mujeres con el de las conejas, ya que a una coneja sí que habían visto parir.

### La muerte
En la historia de El camino acontecen un suicidio y tres muertes más: la muerte de Germán el Tiñoso al caerse de una roca al río; la muerte de Elena, la Guindilla mediana, al caer enferma; el suicidio de Josefina, despechada al no conseguir el amor de Quino el Manco (tirándose a un río), y la muerte por tuberculosis de la esposa de este último. En realidad, la novela parte del momento en que Daniel descubre la vecindad entre la vida y la muerte, cuando supo «lo que era tener el vientre seco y lo que era un aborto»: «Algo se marchitó de repente muy dentro de su ser: quizá la fe en la perennidad de la infancia. Advirtió que todos acabarían muriendo, los viejos y los niños. Él nunca se paró a pensarlo y al hacerlo ahora, una sensación punzante y angustiosa lo asfixiaba».

### El amor y la amistad
El amor y la exaltación de la amistad también están presentes a lo largo de toda la obra: los tres amigos son inseparables y jamás se traicionarían. Las propuestas de Roque el Moñigo siempre son bien acogidas, y ninguno se echa atrás.
Destaca en la novela el amor platónico que siente Daniel el Mochuelo por la hija del Indiano: la Mica, que es diez años mayor que Daniel. A él le gusta todo de ella: la voz, la piel, hasta los movimientos, pero nada sabe ella de las fantasías del niño.
Quien sí estaba enamorada de Daniel es la Mariuca-uca, hija de Quino el Manco, que intenta jugar con él; pero al ser chica, los niños la rechazan. Mariuca le dice a Daniel abiertamente que le gusta mirarlo. Además, siempre que tiene ocasión, está pendiente de todo lo que hace él. Daniel, a pesar de que siempre ha huido de ella, al final de la historia olvida a la Mica y se da cuenta de que siente algo por la Mariuca-uca.
Estos tres amigos tienen aventuras juntos en el pueblo

### Crítica de costumbres
En El camino aparece uno de los personajes satirizados con más frecuencia por Delibes: la beata, encarnada en este caso por la Guindilla mayor (y en menor medida por otros personajes), que representa una vivencia más bien farisaica del cristianismo, reducido a aparentar piedad y decencia. Sus prédicas, en lugar de edificar, empalagan como la guindilla.
En Roque el Moñigo, muchacho fuerte y rudo, vemos arraigados algunos prejuicios ancestrales acerca de cómo debe ser el varón: «un hombre», dice, «no debe llorar ni aunque se muera su padre entre horribles dolores».
Por otra parte, se advierte en los personajes cierta admiración provinciana hacia todo lo que represente la ciudad, prejuicio del que no se libra ni el propio Daniel el Mochuelo, que será su víctima; así, por ejemplo, con su fascinación por el cutis de la Mica, que no tienen las muchachas de campo.

## Personajes principales

### Daniel, el Mochuelo
Daniel es el protagonista de la novela. La historia comienza de noche. Daniel tiene once años y se va a ir a la ciudad al día siguiente, pues su padre, el quesero del pueblo donde vive, quiere que progrese. Daniel se pasa toda la noche recordando las hazañas de su villa, los viejos tiempos con Roque el Moñigo y con Germán el Tiñoso, con una nostalgia  incesante durante toda la obra.
A Daniel le llaman el Mochuelo porque de pequeño miraba todo con mucha atención y con cara de asustado.

### Roque, el Moñigo
Es uno de los dos mejores amigos de Daniel. Es un chico pelirrojo, muy fuerte, tanto que es capaz de vencer a muchos de los hombres del pueblo. No tiene miedo a nada excepto a las estrellas. Su madre murió cuando le dio a luz; su padre, Paco, es el herrero del pueblo; y su hermana, la Sara, siempre lo castiga y lo amenaza, pero a Roque eso no le importa: se limita a cumplir los castigos y a ignorar las amenazas de su hermana. Sus amigos le ayudan a idear excusas para iniciar peleas, para así tener un "motivo justo" por el que pelear; también los obliga a cumplir lo que él dice y los desafía a pruebas físicas para demostrar su superioridad.
Roque tiene mala fama en el pueblo, porque suele estar muy informado de las cosas de las mujeres. Mucha gente dice que es un golfo y un zascandil.
Tiene 13 años, 2 más que Daniel.

### Germán, el Tiñoso
Germán es un chico bastante raro y sabe mucho de pájaros. Es esmirriado, endeble y pálido. Tiene la cabeza llena de calvas; dice su padre que se las pegó un pájaro. De ahí el mote del Tiñoso, ya que su defecto se asemeja a la tiña, una infección por hongos dermatofitos. Germán es el hijo del zapatero, llamado Andrés, «el hombre que de perfil no se le ve», y de Rita la Tonta. Germán es el menor de todos los hijos de Andrés. 
Persiguiendo a una culebra por el río con sus amigos Daniel, el Mochuelo, y Roque, el Moñigo, se cae, se da un golpe en la cabeza con una piedra y muere.

### Salvador, el padre de Daniel
El padre de Daniel es el quesero del pueblo. Está convencido de que lo mejor para Daniel es ir a estudiar a la ciudad. Cuando Daniel era pequeño, pasaba mucho tiempo con él y le explicaba todo lo que el niño le preguntaba; pero a medida que éste fue creciendo se alejó de él porque creía que era el momento de que madurara por sí solo. A partir de ese momento su carácter se vuelve agrio y ahorrador. Tiene una mujer, la madre de Daniel, que tiene "el vientre seco" (ha quedado estéril), y a la que le hubiese encantado tener una niña.

### Las Guindillas
Las tres hermanas viven en el pueblo ocupándose de la tienda. Elena la Guindilla mediana cae enferma y muere. Durante esos días, se está instalando en el pueblo un banco, e Irene la Guindilla menor se enamora de Dimas, el oficialito del banco. Se fugan juntos pero él la tima, y la deja cuando a ella se le acaba el dinero. Irene vuelve al pueblo muy triste y es acogida por su hermana Lola a pesar de no haber seguido sus consejos.

#### Lola la Guindilla Mayor
Como indica su apodo, es la mayor de las tres hermanas. Devota hasta el escrúpulo, siempre se acusa de haber pecado ante don José, el cura, por cualquier cosa que le pase por la cabeza. Es la que más se ocupa de la tienda. Se la describe diciendo que se tiene muy bien ganado su apodo por su carita redonda y su carácter picante y agrio como el aguardiente. Además, es muy cotilla. Siempre está intentando cambiar las costumbres de los demás para que no pequen; para ello,  organiza proyectos junto con el cura. Suele criticar mucho a algunas personas del pueblo por sus costumbres, como a Paco y a Roque.
Lola intenta que los jóvenes no vayan los domingos por la tarde a los prados y a los bosques, y se entromete en sus escarceos avisándoles de que están en pecado . Si no llega a ser por Quino el Manco, Lola habría muerto, porque en pocas semanas los jóvenes se hartaron de ella y intentaron tirarla al río. Quino se enamora de ella y no para hasta ser correspondido. Después se arrepiente cuando, el mismo día de su boda, Lola le da dos tortazos a su hija por perderse en el bosque.

#### Elena la Guindilla Mediana
Es tan fea como sus dos hermanas, pero no tan religiosa como Lola la Guindilla mayor. Muere de una enfermedad. Cuando todo el pueblo llora su muerte, Lola les dice que se callen, que ha sido decisión de Dios llevarse lo más inútil de la familia, lo que la retrata perfectamente.

#### Irene la Guindilla Menor
Al igual que Elena la Guindilla Mediana, Irene la Guindilla Menor no es tan religiosa como la mayor, y muchas veces no la obedece ni hace caso de sus advertencias. Pero como una vez la timan por no hacerle caso, decide empezar a seguir sus consejos.

### Quino el manco
Quino se quedó manco porque su hermano le cortó la mano con un hacha mientras hacían leña. Tiene una taberna algo alejada del pueblo y que no va muy bien, ya que nadie va allí. Se casa con la Mariuca, que está enferma, y con ella tiene una hija. 
Otra señora del pueblo, llamada Josefa, está enamorada de él, y no lo deja en paz. Pero ocurre que Josefa se suicida tirándose al río y que la Mariuca muere a causa de la enfermedad. Entonces, Quino se queda solo al cuidado de su hija, a la que llaman la Mariuca-uca por su madre. 
Quino se casa con Lola la Guindilla Mayor, cosa de la que después se arrepentirá.

### La Mariuca-uca
La llamaron así para evitar la confusión con su madre, Mariuca. Es hija de esta y de Quino. Se la describe diciendo que es fea, con la cara llena de pecas y muy poca estatura. 
De pequeña, no deja de seguir a Daniel el Mochuelo, y éste se zafa de ella diciéndole cosas como «Vete a pesarme a la farmacia». 
Mariuca-uca le pregunta a Daniel si le gusta la Mica porque a ella le gusta Daniel. A pesar de todo esto, la Mariuca-uca (llamada también Uca-uca) siempre está al lado de Daniel en los momentos difíciles.
Daniel, que siente un gran amor platónico hacia la Mica, acaba percibiendo como esta es una mujer totalmente inaccesible para él (al ser 10 años menor y teniendo un apuesto novio de la ciudad) por lo que empieza a ver a la Mariuca de otra manera, fijándose en todas sus virtudes y agradeciendo su apoyo incondicional. Daniel se siente identificado con ella ya que ambos están destinados a hacer aquello que quieren sus padres para ellos sin importar su opinión.
Al final de la novela, Daniel se encuentra nostálgico por abandonar la villa y a Mariuca. Además, le pide que no se deje quitar las pecas.

### La Mica
Es la hija del rico: Gerardo el Indiano. La Mica es mucho mayor que Daniel, y muchas veces se queda en el pueblo al cuidado de los dos hermanos de su padre mientras este trabaja en América. Es muy alta, muy blanca y muy guapa, y tiene un buen cutis. Es la chica que le gusta a Daniel. 
Una vez, pilla en el huerto de su padre a Daniel, a Roque y a Germán robando manzanas, y en vez de llamar a la policía les da dos a cada uno y les dice que si quieren manzanas se las pidan a ella. Es una chica muy amable. Hasta le dan ganas a Daniel de irse a la ciudad a estudiar y regresar al pueblo siendo rico como Gerardo el Indiano para poder estar más con ella. Antes de conocerla, no sentía muchos deseos de ir a la ciudad a progresar. 
Daniel se entristece al enterarse de que la Mica tiene novio, pero luego se le pasa.

### Gerardo el Indiano
El Indiano, el padre de la Mica, es el menor de los hijos de Micaela, y, según todo el pueblo, el más tonto de todos. Se fue a América para ganar dinero y regresó siendo rico. Tiene tres barcos de cabotaje, dos restaurantes de lujo y una representación de receptores de radio. No se sabe mucho de cómo es, porque está en América mientras transcurre la historia. Tiene dos hermanos, Cesar, el mayor y Damián, el mediano.

### Don José, el cura
Suele participar en los planes de Lola la Guindilla mayor para hacer que el pueblo sea un lugar menos pecaminoso. Es un señor amable y paciente. El narrador siempre lo menciona como "don José, el cura, que era un gran santo". Muchos señores suelen apostar dinero a pares o nones a ver cuántas veces dice «en realidad» en  misa durante el sermón.

## Adaptaciones

### Cine
- 1963: El camino. España. 
  - Directora: Ana Mariscal.
  - Intérpretes: José Antonio Mejías ("El Mochuelo"), Maribel Martín ("La Uca"), Ángel Díaz (Roque "El Moñigo"), Jesús Crespo (Germán "El Tiñoso"), Julia Caba Alba (Lola "La Guindilla Mayor"), Mary Delgado (Rita), Mari Paz Pondal ("La Mica"), Maruchi Fresno ("La Guindilla Menor"), Joaquín Roa (el cura), Antonio Casas (Salvador), Adriano Domínguez (Dimas), José Orjas (Don Moisés), María Isbert (Catalina "La Leporida"), Asunción Balaguer (madre de Damián), Amparo Gómez Ramos, Concha Sánchez, Xan das Bolas (el padre de Germán), José Sepúlveda (el médico), Wilfredo Casado, Juan Luis Galiardo (el novio de Mica), Felipe Martín Puertas, Manuel Ayuso, (como Manuel Ayuso Monje), Félix Corella, Agustín Zaragoza, Rafael Luis Calvo (el herrero), Julia Gutiérrez Caba.[1]

### Televisión
- 1978: El camino. Serie. TVE. España. 
  - Dir.: Josefina Molina.
  - Int.: Amparo Baró, Alicia Hermida y los habitantes de Molledo.[2][3]